# Hespérides (A-33)
El Buque de Investigación Oceanográfica Hespérides (A-33) es un buque de investigación polar con base en Cartagena (España) que realiza campañas de investigación de la Unidad de Tecnología Marina, organismo dependiente del Consejo Superior de Investigaciones Científicas (CSIC) y otros organismos. Fue financiado por la CICYT (Comisión Interministerial de Ciencia y Tecnología). El Hespérides tiene dotación militar y está dado de alta en la Lista Oficial de Buques de la Armada.con la marca de costado A-33.

## Diseño y construcción

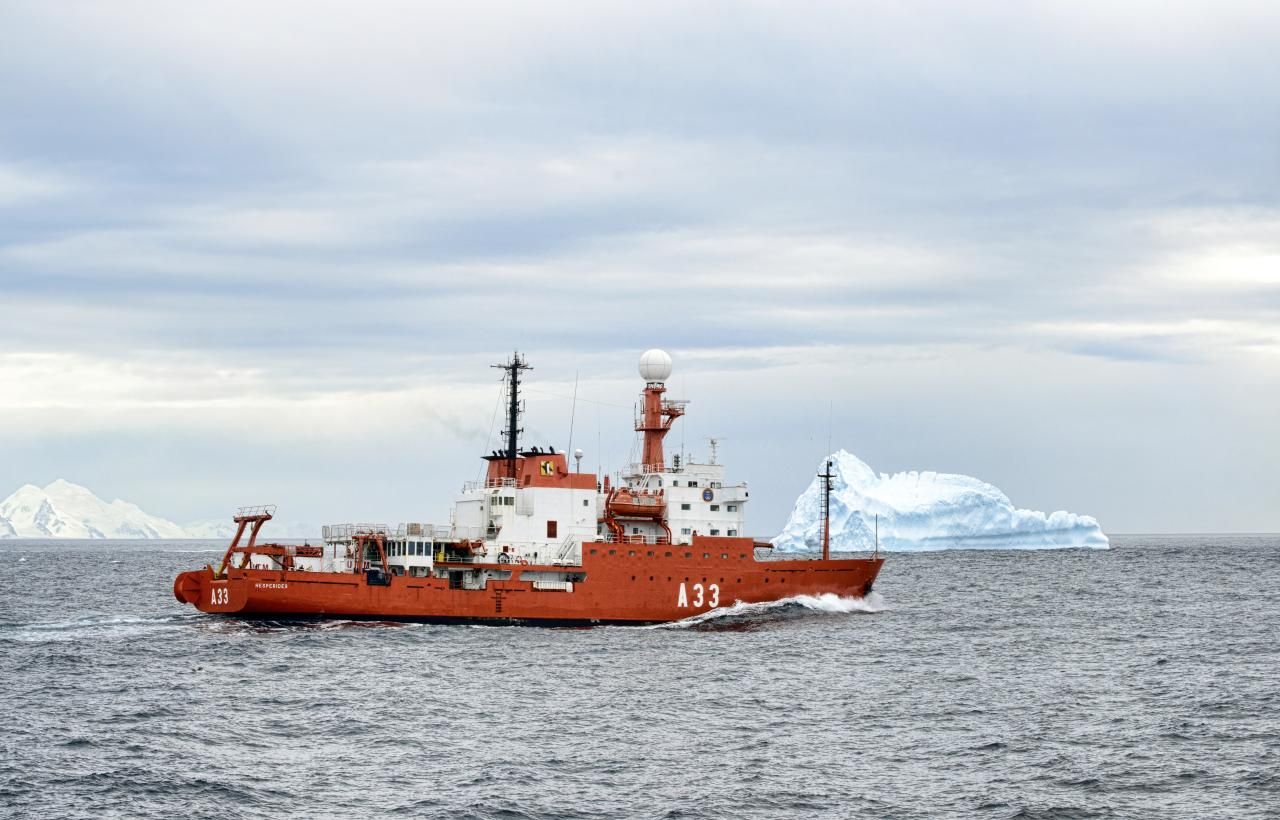
El Hespérides (A-33) navegando en 2013.

Este buque fue construido para suplir las deficiencias del Las Palmas (A-52), un remolcador de altura modificado y reforzado para apoyar a las bases antárticas Juan Carlos I y Gabriel de Castilla, además de cumplir debidamente las labores de Buque de Investigación Oceanográfica.
El B.I.O. Hespérides posee un casco fabricado en acero de alta resistencia, de acuerdo con el Registro Lloyd 100 A1 Ice Class 1C, y un sistema de propulsión diésel-eléctrico, con capacidad para navegar durante períodos prolongados, permitiendo características de alta potencia para propósitos rompehielos, muy adecuado para hielos de verano en la Antártida.
En 2003-2004 fue objeto de una profunda renovación como resultado de su revisión de «media vida», reforzándose aún más el casco contra el hielo, mejorándose todos los sistemas así como la habitabilidad de la nave. El buque cuenta con once laboratorios debidamente equipados, repartidos en 345 m² y situados en las cubiertas principal e inferior.
La investigación realizada a bordo del B.I.O. Hespérides está dirigida y a su vez financiada por el Plan Nacional de I+D+I (Investigación, Desarrollo e Innovación), mientras que la responsabilidad de la gestión científica del buque es labor del Ministerio de Ciencia y Tecnología, a través de la Comisión de Coordinación y Seguimiento de las Actividades de Buques Oceanográficos.

## Historial
Su botadura se produjo en los astilleros de la Empresa Nacional Bazán (hoy Navantia), en Cartagena, el 12 de marzo de 1990, y su entrega a la Armada el 16 de mayo de 1991. Su primera Campaña Antártica la realiza en 1991/1992. 
España ingresa en el SCAR. Firma Protocolo de Madrid.

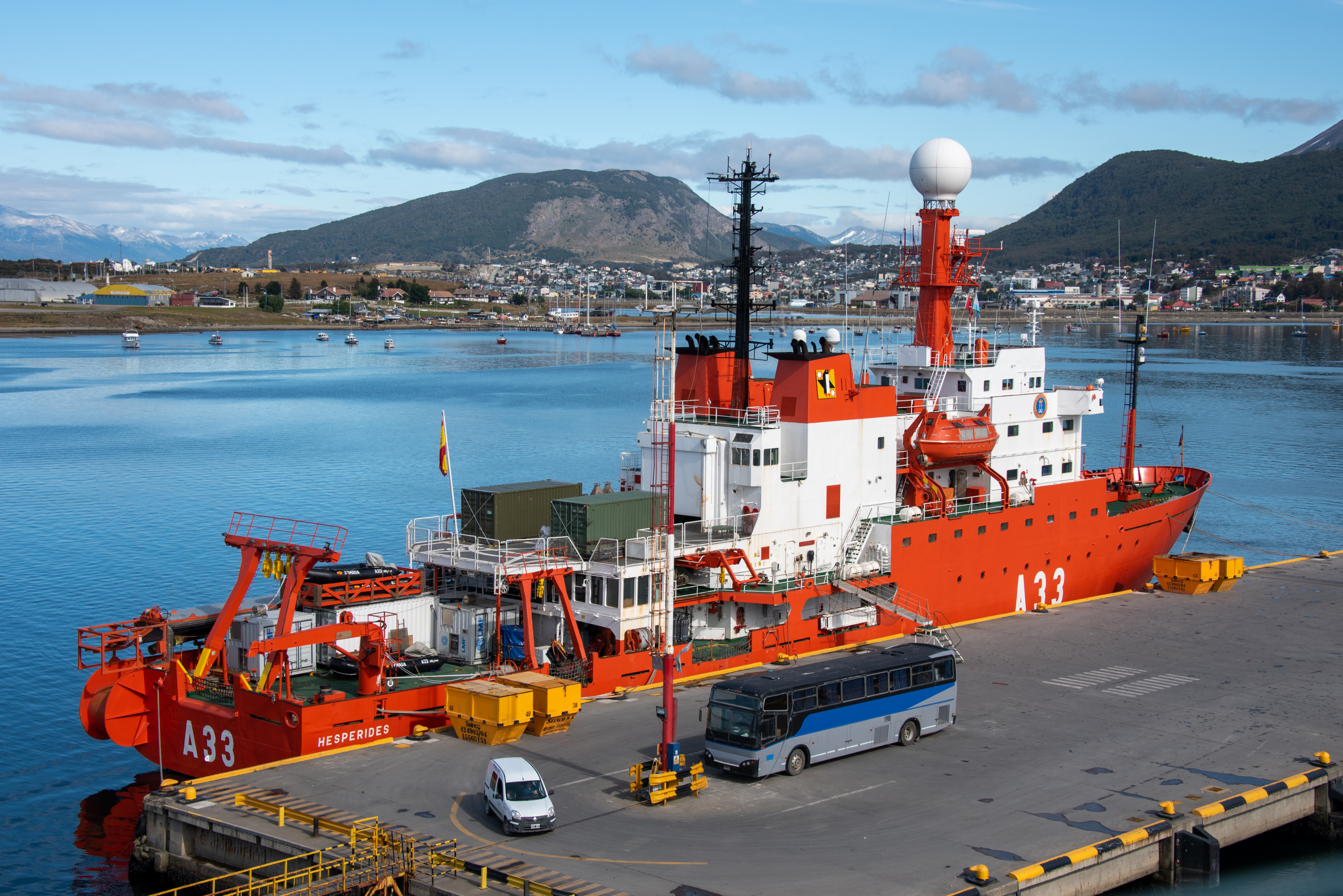
El Hespérides (A-33) en Ushuaia (Argentina) en 2019.

En agosto del 2007, tras veinte días de trabajo, el Hespérides trajo 2,5 millones de muestras (trozos de hielo, plancton o bacterias) del océano Glacial Ártico recogidas en su campaña ártica, que fueron distribuidas para su estudio a distintos centros de investigación de España en la Universidad de Barcelona y en el IMEDEA (Instituto Mediterráneo de Estudios Avanzados),  de Palma de Mallorca; los hielos serán estudiados en España, Francia y Estados Unidos.
En febrero de 2009, hubo de auxiliar en aguas de la Antártida al buque turístico con bandera de Bahamas Ocean Nova, con 106 personas a bordo que había varado.
A partir de diciembre de 2010, participó en una ruta de nueve meses de duración, en la que realizó una circunnavegación junto al nuevo buque oceanográfico Sarmiento de Gamboa, propiedad del Ministerio de Ciencia e Innovación (60 %), Junta de Galicia (20 %) y Consejo Superior de Investigaciones Científicas (20 %), en la que se investigó el cambio climático global dentro de la Expedición Malaspina 2010. Esta expedición finalizó el 14 de julio de 2011, con la llegada del Hesperides a su base de Cartagena.
El 15 de diciembre de 2011, zarpó de su base de Cartagena para iniciar su XVIII campaña ártica, que se dio por finalizada el 2 de marzo de 2012, fecha en la que zarpó desde la Antártida con rumbo al puerto argentino de Ushuaia. En su viaje de regreso a su base de Cartagena, el 29 de marzo de 2012, realizó sondeos batimétricos en el área restringida del volcán submarino de El Hierro, para actualizar los datos del relieve tras la erupción del citado volcán. Arribó a su base en Cartagena el 3 de abril de 2012.
El 13 de septiembre de 2012, zarpó desde su base en el arsenal de Cartagena para comenzar su XIX campaña antártica.
Entre noviembre de 2013 y abril de 2014, permaneció durante seis meses en reparaciones y mantenimiento en las instalaciones de Navantia en el arsenal de Cartagena, para incorporarse desde el 29 de abril hasta el 6 de junio a la campaña «Zona Económica Exclusiva Española» 2014 en el mar Cantábrico.

### XXX Campaña Antártica Española (2016-2017)
Esta campaña tiene una dotación de 60 hombres y mujeres, bajo el mando del capitán de fragata Aurelio Fernández Dapena y capacidad para alojar hasta 37 científicos y técnicos. Con un presupuesto de siete millones de euros para financiar trece de los diecisiete proyectos de investigación que se desarrollarán durante la campaña y para cubrir los gastos de los buques Hespérides y Sarmiento de Gamboa y de las bases antárticas españolas (BAE) (Gabriel de Castilla y Juan Carlos I).
El buque trasladó a los diferentes grupos a las zonas australes, prestó apoyo a las bases y fue la plataforma desde la que se desarrollaron varios proyectos científicos en aguas de la Antártida y del Atlántico Sur.
En la Campaña Antártica Española 2016-2017 se desarrollaron diecisiete proyectos de investigación, entre otros:
- El proyecto Permasnow: caracterización de la cubierta nival y sus efectos en la evolución térmica de suelos congelados en las islas Livingston y Decepción (Antártida).
- El proyecto Alienant: muestreo de especies no nativas en ecosistemas terrestres antárticos.
- Estructura, dinámica y balance de masa de los glaciares de la isla Livingston.
- Observatorio remoto automatizado como monitor de la actividad geomagnética e ionosférica para estudios geofísicos y aplicaciones tecnológicas.
- Meteorología antártica.
- Bases mecanísticas para la compensación entre fotosíntesis y tolerancia al estrés.
- Constelación de satélites Galileo.
- Mantenimiento de series temporales geodésicas, geotérmicas y oceanográficas en las islas Decepción y Livingston.